# Tejedo de Ancares
Tejedo de Ancares es una localidad española que forma parte del municipio de Valle de Ancares, en la provincia de León, comunidad autónoma de Castilla y León. Se encuentra situado en la comarca tradicional de los Ancares. Muchos de sus habitantes son estacionales y van a descansar y a disfrutar del pueblo durante los periodos vacacionales y fines de semana.
La población del pueblo (según datos del Instituto Nacional de Estadística) es de 14 personas (año 2017). Al igual que los demás pueblos del valle del Ancares, ha sufrido despoblación por la emigración a áreas más prósperas.

## Patrimonio

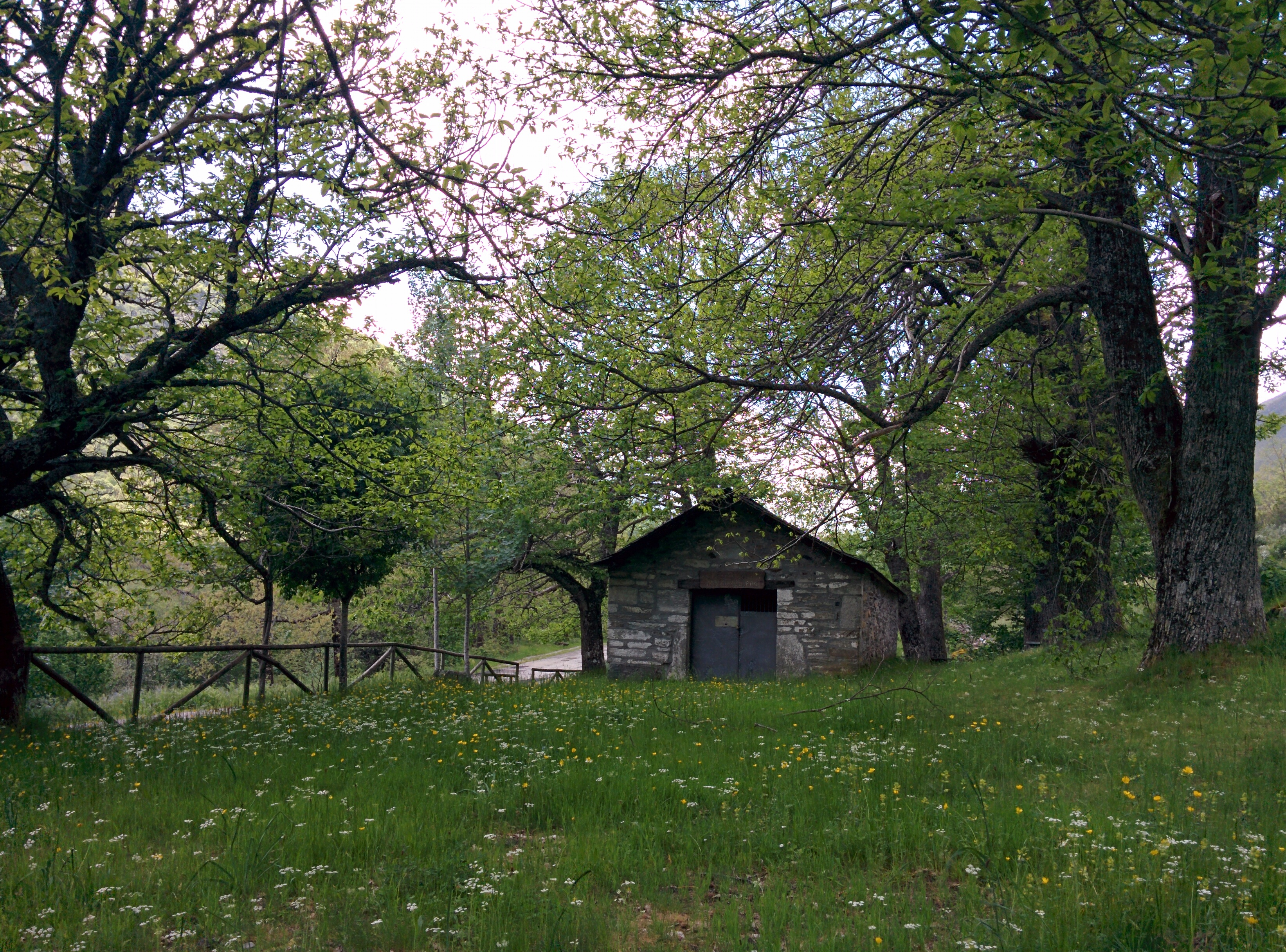
Ermita de Tejedo de Ancares

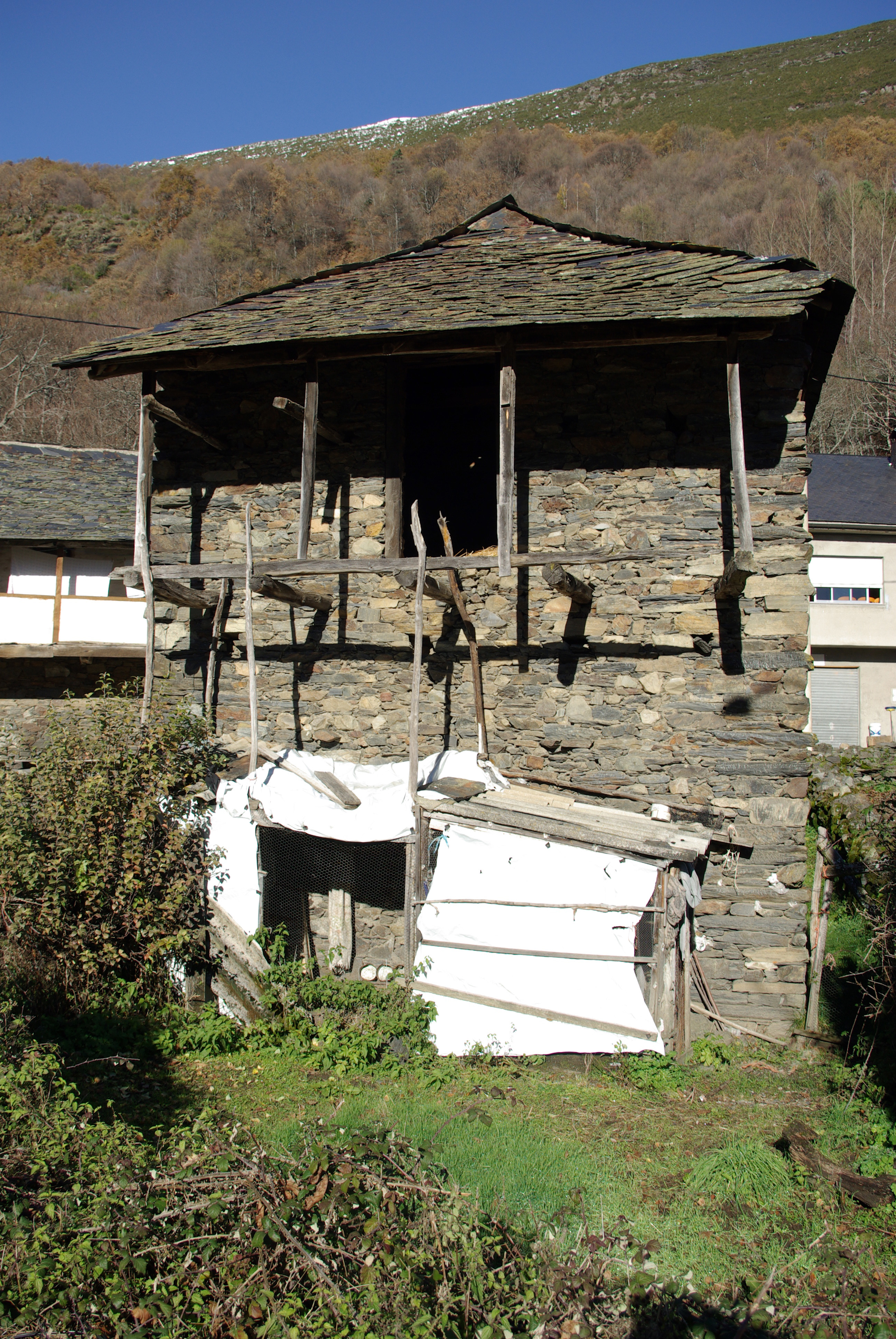
Edificio con arquitectura tradicional de Tejedo de Ancares

La arquitectura  en el pueblo es  similar al resto de la comarca: piedra, madera y pizarra. Posee un puente medieval a la entrada del pueblo, junto al cual se levanta un viejo molino hidráulico tradicional recientemente restaurado. También posee un antiguo horno también restaurado y una iglesia de estilo tradicional.
A las afueras del pueblo se encuentra una cascada rodeada de castaños centenarios que es la principal atracción, junto con el corral de los lobos, restaurado en 2017. También se hallan a las afueras los restos de una antigua herrería, que fue en sus tiempos tan famosa como la herrería de Compludo, al sur del Bierzo. Cerca de ella se encuentra la ermita de Santa Magadalena, patrona del pueblo.

## Fiestas
La principal fiesta del pueblo es la romería a la ermita de Santa Magdalena que se celebra el último domingo de julio, y la fiesta del turista que se celebra en el mes de agosto.